# The Little Teacher
The Little Teacher è un cortometraggio muto del 1909 diretto da David W. Griffith, scritto e interpretato da Mary Pickford.

## Trama
Una maestra, giovane e alle prime armi, si trova in difficoltà con la sua classe composta in gran parte di ragazzoni e uomini più grandi di lei. Uno di questi, un bullo, la prende in giro e lei, piangente, lascia l'aula. Fuori incontra Jack Browning che promette di aiutarla. Finisce che il bullo si innamora della nuova insegnante ma crede che lei sia fidanzata con Browning. Quando scopre che tra i due non c'è nulla e che, anzi, Browning è già felicemente sposato, l'ex bullo pentito si mette con tutto il suo impegno a corteggiare la bella maestrina, conquistandone il cuore.

## Produzione
Prodotto dalla Biograph Company, il film fu girato a Greenwich nel Connecticut.

## Distribuzione
Il copyright del film, richiesto dalla Biograph Co., fu registrato il 7 ottobre 1909 con il numero J132812.
Distribuito dalla Biograph Company, il film - un cortometraggio di una bobina - uscì nelle sale cinematografiche statunitensi l'11 ottobre 1909.